# Orchis spitzelii
Orchis spitzelii is een terrestrische orchidee die van nature in Europa voorkomt. Het is een soort die vooral in de bergen en op kalkrijke bodem te vinden is. De soort behoort tot de zeldzaamste Europese orchideeën.

## Naamgeving enetymologie
- Frans: Orchis de Spitzel, Orchis de Von Spitzel
- Duits: Spitzels Knabenkraut

De botanische naam Orchis is van Oudgriekse herkomst, werd door Theophrastus gegeven en betekent teelbal, naar de dubbele wortelknol. De soortaanduiding spitzelii is een eerbetoon aan de ontdekker, de Duitser Anton von Spitzel (1807–1853).

## Kenmerken

### Plant

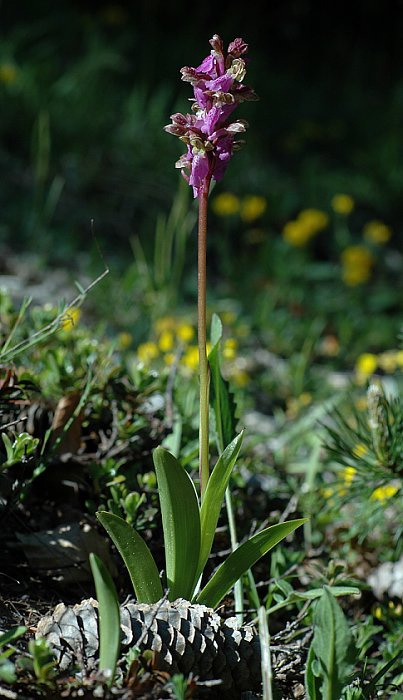
Orchis spitzelii, Vercors (Frankrijk)

Orchis spitzelii is een vrij onopvallende, 15-35 cm hoge orchidee. De planten staan meestal alleen of in kleine groepjes bij elkaar. De stengel is onderaan groen, naar boven toe wijnrood verkleurend. De bloeiwijze is een open tot dichte aar met acht tot wel dertig bloemen.
Het is een meerjarige, niet-winterharde kruidachtige plant.

### Bladeren
De plant heeft een grondstandig bladrozet met twee tot zeven breed lancetvormige bladeren, glanzend groen en ongevlekt.

### Bloemen

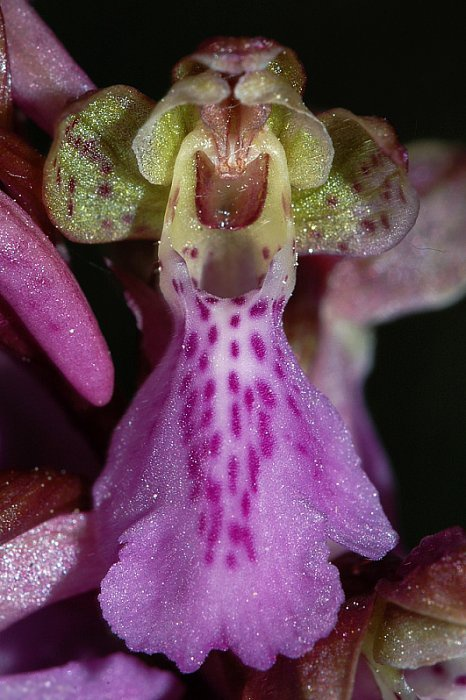
Orchis spitzelii, detail bloem.

De bloemen zijn in vergelijking met andere Orchis-soorten vrij groot. De kelkbladen of sepalen en kroonbladen of petalen zijn eirond, stomp en tweekleurig paars en groen, met bruine of purperen vlekjes. De bovenste sepaal vormt een helmpje, de andere staan zijdelings af. De lip is tot 1,5 cm lang, drielobbig, de zijlobben teruggeslagen en de middenlob nogmaals gedeeld. Ze is rose tot paars gekleurd, lichter worden naar het spoor toe, eveneens met donkerder vlekken. Het spoor is dik en kegelvormig, naar beneden gebogen, en half of driekwart zo lang als het vruchtbeginsel.
De bloeitijd is van mei tot juli. De bloemen worden bestoven door hommels (Bombus) en wilde bijen.

## Habitat
Orchis spitzelii is een warmteminnende (thermofiele) soort die bij voorkeur op kalkrijke bodems groeit, in volle zon of lichte schaduw. Hij is te vinden in de bergen op steile, weinig begroeide puinhellingen, bosranden en open naaldbossen, meestal op hellingen die op het zuiden gericht zijn.
Een uitzondering is Gotland in Zweden waar Orchis spitzelii op zeeniveau groeit.

## Voorkomen
Orchis spitzelii komt voor van Noord-Europa tot in Noord-Afrika, maar overwegend in het Middellandse Zeegebied. Het verspreidingsgebied is echter erg verbrokkeld, binnen dit gebied komt de soort slechts op een klein aantal plaatsen voor.
Zo zijn er in Zweden (Gotland), Slovenië, Zwitserland en Oostenrijk nog slechts één of hooguit enkele relictpopulaties bekend. Er zijn bewijzen dat de soort vroeger op veel meer plaatsen te vinden was, onder meer in Duitsland.
De meeste vindplaatsen bevinden zich in de Vooralpen in Frankrijk en Italië, en in de Balkan. In Frankrijk wordt de soort de laatste jaren zelfs op steeds meer plaatsen aangetroffen, onder meer in Corsica, Var, Alpes-Maritimes, Hautes-Alpes, Alpes-de-Haute-Provence, Hautes-Alpes, Drôme, Isère, Haute-Savoie en Jura. Isère, met het Massif du Vercors, telt de meeste vindplaatsen.

## Verwante en gelijkende soorten
Orchis spitzelii kan enkel verward worden met andere Orchis-soorten, vooral met de mannetjesorchis (Orchis mascula). Doch de tweekleurige bloemen met de lange, smalle lip maakt de eerste soort vrij uniek.

## Bedreiging en bescherming
Orchis spitzelii is in heel Europa beschermd.